# Тайбуга
Тайбуга — основатель династии сибирских ханов, прекратившейся в 1563 году, первый правитель Тайбугинского юрта.

## Происхождение
В настоящее время имеется несколько версий происхождения Тайбуги.

### Сибирская версия
Как пишет Габдельбар Файзрахманов, большинство историков считают, что имена Тайбуга и Он-сон были местного сибирского происхождения. Если проследить генеалогию Он-сона, то родоначальник сибирских правителей Кызыл-тин был также одного этнического происхождения с Он-соном. В. Вельяминов-Зернов считал, что род Тайбуги происходил из местных князей, из влиятельного княжеского рода. Но он относит хана Он-сона к Шибанидам. При этом по мнению Файзрахманова, версия о шибанидском происхождении Он-сона ошибочна.

### Кереитская версия
По версии Г. Ф. Миллера, Тайбуга был сыном побеждённого Чингисханом Ишимского правителя Он-сона. Некоторые историки отождествляют его с Ван-ханом, правителем кереитов. Как ранее Ван-хан покровительствовал юному Темуджину, так и Чингисхан взял несовершеннолетнего Тайбугу под опеку. По его поручению Тайбуга покорил остяков, после чего получил разрешение иметь собственный двор. Царевич сделал столицей Тайбугинского юрта город Чинги-Тура, который сам же основал и назвал в честь своего покровителя.
Важной частью версии Миллера является то, что он считал местом кочёвок кереитов реку Ишим, то есть локализовал их как раз в Западной Сибири и Северном Казахстане, где и был создан Тайбугинский юрт. Сторонниками кереитского происхождения Тайбуги были Ч. Ч. Валиханов.

### Чингизидская версия
Ту же самую легенду, которая легла в основу версии Г. Ф. Миллера, советский исследователь М. Г. Сафаргалиев интерпретировал иначе, ссылаясь на известную историю о гибели сибирского хана Тохтамыша от рук восставшего темника Едигея. Таким образом, в данной версии Тайбуга является сыном чингизида Тохтамыша.
Представленная версия хронологически намного ближе к деятельности реально зафиксированных в истории тайбугинов, нежели версия Миллера.

### Кипчакская версия
В составленной по приказу воеводы П. И. Годунова «Ведомости 1670 г.» говорится, что когда Чингисхан покорил Государство Хорезмшахов,
то один из царевичей Кайсацкой Орды, по имени Тайбуга, сын хана Мамыка, выпросил у Чингиса себе во владение места по рекам Иртышу, Тоболу, Ишиму и Туре. Чингис доверил ему управление этими областями…
По всей видимости, здесь подразумеваются зависимые от хорезмшахов кыпчаки. В то же время не исключено, что снова имеются в виду кереиты, обитавшие на востоке и севере нынешнего Казахстана. Версия Годунова не только очень похожа на гипотезу Миллера, но и не более обоснованна, чем последняя, так как обе они записаны со слов самих сибирских татар, спустя минимум четыре века после описываемых событий.

### Ногайская (мангытская) версия
Множество историков обосновывало принадлежность Тайбуги к монгольскому роду мангутов, относящихся к Борджигинам, как и сам Чингисхан. Из мангутов были основатели Ногайской Орды (первоначально называвшейся Мангытским элем). По сути, эта версия прямо противоположна гипотезе о происхождении Тайбугинов от Тохтамыша. В то же время близость ногайских биев к противникам тайбугинов шибанидам, особенно к Кучуму, заставляет сомневаться в данной версии.
При этом Исхаков датирует время жизни Тайбуги не XIII веком, а первой четвертью XV века, считая его сыном Шах-Мурада (Шахмурад-хана, Мираввал-шаха). Данная версия основана на ряде открытых относительно недавно письменных источников.

### Баргутская (барга-бурятская) версия
Д. М. Исхаков предложил отождествлять сибирскую княжескую династию Тайбугидов с кланом буркут, фигурирующим в многочисленных письменных источниках XIII-XVI вв. С точкой зрения исследователя согласились Ж. М. Сабитов и, с некоторыми оговорками, Д. Н. Маслюженко. В среднеазиатском сочинении XVI в. «Таварих-и гузида-ий нусрат-наме» есть следующее: 
Шайбан-хан проявил большую доблесть при завоевании Булгара, руссов, асов и в сражении с башгирдами. За это ему было пожаловано сорок тысяч человек". Далее в источнике приводятся имена лиц, возглавлявших отдельные клановые структуры этих войск: "…Имена предводителей этих сорока тысяч (таковы): кыйят Бурулдай бик, затем дед (предок) (Гали) бика из кунгратов, Тайбуга из буркутов,Туругбуга из тюменей.
Тайбугидов-буркутов в составе государства Абу-л-Хайра по-новому осмыслена Ж. М. Сабитовым, выдвинувшем оригинальную мысль о том, что Тайбугиды сибирских летописей — это уже упомянутые представители из клана буркут.
Буркуты(Баргуды) упоминается и в сочинении «Маджму ат-таварих», написанном в XVI веке Сайф ад-Дином Ахсикенди. Они отмечены среди «92 племен илатийа, или „узбекских“.

О барга-бурятском происхождении буркут придерживался Ч. Валиханов, отмечая среди бухарских узбеков род Бургут(Баргут). П. Б. Коновалов отмечал соответствие байегу танских хроник, байырыку рунических камнеписных текстов на мемориале древнетюркских каганатов на р. Орхоне (VIII в.) и более поздний монгольский этноним баргут/баргуд. О Баргуджин-Токум как родине баргутов сообщает и Рашид-ад-Дин: 
Эти племена (то есть баргут, кори и тулас — А.П.) близки друг с другом. Их называют баргутами вследствие того, что их стойбища и жилища [находятся] на той стороне реки Селенги, на самом краю местностей и земель, которые населяли монголы и которые называют Баргуджин-Токум».
В исторических монгольских и ойратских источниках их чаще всего называются «баргутами» или, реже, «баргу-бурятами», а в качестве самоназвания ими использовался этноним «буряты»; в Цинской империи использовался только этноним «баргуты». В качестве самоназвания бурят в России этноним баргу-бурят или баргут часто фиксировался исследователями вплоть до второй половины XVIII века. В труде В. М. Бакунина, автор пишет что в XVI в. одна часть калмыков называлась Баргу-бурат. Первоначальной формой имени бурят было слово бурат, которые упоминаются в сочинение учёного Аксикенди «Маджму-ат-таварих» написано в XVI в. в числе 92 узбекских племен.

## Биография
К концу своего долголетнего правления Он-сон (по Есиповской летописи Иван) стал могущественным и известным ханом. Но против него восстал один из его подданных по имени Чинги, который убил хана и всеми татарскими родами был признан ханом и стал править этим обширным ханством. У Он-сона остался в живых несовершеннолетний сын по имени Тайбуга, которого спас один из членов двора Он-сона — Мурат бий. Тайбуга долго скитался по разным местам, пока Чинги не узнал о нём. Он обещал Тайбуге свою милость и покровительство, если тот подчинится и прибудет к его двору. Тайбуга поверил ему и прибыл ко двору. Чинги окружил его полным доверием и особыми почестями. Впоследствии Чинги передал ему значительную часть своих владений и войско для приведения в полную покорность вышедших из его подчинения остяков. Тайбуга выполнил поручение хана — совершил несколько походов и покорил остяков, заставил платить хану дань. Наконец, он попросил у Чинги разрешение иметь собственный двор, и его просьба была удовлетворена.
Тайбуга, поражённый красотой мест вокруг нынешней Тюмени, построил здесь на реке Туре город, назвав его в честь своего благодетеля Чинги Тура или Чинги-дин. Позднее город стал называться Чимги Тура. Образовалось самостоятельное ханство, которое в русских документах называется Тюменским, татары именовали его «Тура йорты» или «Темен йорты» (Туринский или Тюменский юрт). Тайбуга жил там до глубокой старости, оставив своему роду наследство. После Тайбуги ханство стало главным и сильным татарским государством в Западной Сибири. Летописи называют его Великой Тюменью. Тюмень была включена в первую географическую карту Сибири, изданную в Западной Европе в 1544 году.
Так возникло, по описанию летописей, новое татарское государство в Западной Сибири. Первое татарское государство в Сибири было создано отцом Кызыл-тина на Ишиме. Ханом Он-соном на устье Ишима было создано ещё одно объединение, но это, по-видимому, было разделением Ишимского ханства на два удела, оно просуществовало недолго. Создание второго государства сибирских татар связано с именем Тайбуги. Ишимское ханство после смерти Он-сона было присоединено к Тюменскому ханству. В. И. Огородников предполагает, что после ухода Тайбуги на Туру на Ишиме остались незначительные, не пользовавшиеся влиянием потомки хана Он-сона. Пользуясь их слабостью, Тайбуга, сын Он-сона, сумел утвердить свою власть на реке Туре и таким образом сделался родоначальником сильной династии сибирских князей — «рода Тайбугиных».
Ремезовская летопись по-другому описывает события в Ишимском ханстве. Летопись сообщает, что преемником хана Он-сона был Иртышак, от имени которого получила своё название река Иртыш. На Иртышака напал тюменский хан Чингис и победил. После него в Ишимском ханстве правил Саргачик. Иртышак и Саргачик в других летописях не упоминаются. Имеется и третья версия преданий, приведённая в летописи, составленной по приказу тобольского воеводы Петра Годунова. Сообщается, что когда монгольский хан Чингиз завоевал Бухару, то царевич Киргиз-кайсакской орды (Казахской) по имени Тайбуга, сын хана Мамыка, выпросил у Чингиза во владение места по рекам Ишиму, Иртышу и Туре. Чингиз передал эти земли ему, и потомки Тайбуги продолжали править этими землями.
Если сопоставить все три версии летописей о событиях на заре образования Тюменского ханства, во всех вариантах присутствует имя Чинги или Чингиз. Г. Ф. Миллер пишет, что, возможно, Он или Он-сон-хан и Иртышак были князьями в Сибири и правили одновременно один на Ишиме, другой на Иртыше, может быть, один был наследником другого. Их правление совпало со временем великого Чингиз-хана. После того, как его войска покорили земли по рекам Иртышу и Ишиму, весьма возможно, что Чингиз из-за отдалённости тех мест или по своему природному благодушию не оставил завоёванное за собой, а отдал во владение одному из князьков, который признал его власть. Это был вышеупомянутый Тайбуга.
Эти предания были известны знаменитому историку тюрков Абульгази. В своём «Родословном древе тюрков» он отводит значительное место их анализу. Но он допускает ошибку, отождествляя по схожести имён хана Она и потомка чингизида Шейбана в седьмом колене от Чингиза Бек-он-ди .
Таким образом, время начала рода Тайбуги в Тюменском ханстве Г. Ф. Миллер относит ко времени Чингиз-хана. Это — 20-е годы XIII века. Мы можем исчислять время образования Тюменского ханства примерно с 1220 года. Однако Г. Ф. Миллер, по всей видимости, умышленно не берёт во внимание и совершенно отбрасывает из истории татарского государства в Западной Сибири период Ишимского ханства, где до Он-сона правили 14 ханов. Г. Ф. Миллер пишет: «…Тайбуга, безусловно, происходил из иного рода и жил одновременно с Чингисом. Для этих первых сибирских ханов необходимо составить новую родословную, в которой из-за недостатка более точных сведений нельзя восходить дальше Она или Мамыка».
Для начала царствования Тайбуги он нашел сопоставительную дату — 20-е годы XIII века. А в той части сибирских летописей, где излагается история правителей, начиная с отца Кызыл-тина (имя которого неизвестно) до Тайбуги, нет сопоставительных событий. Составителей летописей можно понять — время отдалённое, в памяти могут сохраниться лишь значительные события, связанные с историей своего народа или племени. Г. Ф. Миллер значительно сократил историю татарской государственности в Западной Сибири, опустив период пребывания у власти 14 правителей.
Путём сопоставления фактов можно приблизительно предположить время образования Ишимского ханства. Процветающий Кимакский каганат распался под ударами киданей в XI веке. В составе этого государства было ещё 7 автономных княжеств, в том числе Кыпчакское ханство. Значительное количество кимаков и кыпчаков переселилось в более безопасные места, куда кидани не пришли. Это Бараба, степи Приишимья и Прииртышья, где с древнейших времён жили тюркские племена. Объединившись, эти тюркские племена и образовали своё государство на Ишиме. Предположительно это происходило в конце XI — начале XII веков. Это время подтверждают и другие источники. Так, археолог В. Н. Левашова, тщательно изучив археологический материал г. Искера, древний инвентарь, относит возникновение города к XII в. К началу XIII века Искер был уже значительным городом. Источники сообщают, что «Ибирь-Сибирь» в числе других владений была пожалована Чингиз-ханом своему старшему сыну Джучи. На картах братьев Пицигани 1367 года слово Сибирь употребляется в числе городов.
Сибирские летописи предоставляют противоречивые данные о происхождении Тайбуги. Есиповская летопись сообщает, что Тайбуга — ногайского происхождения, а летопись Петра Годунова признает его сыном казахского хана Мамыка. Обе летописи дают неверные сведения, так как в период походов Чингиз-хана не существовало Казахского ханства, оно образовалось только в XIV в. Ремезовская летопись пишет, что Тайбуга — ногайского происхождения. Это тоже не соответствует действительности, так как народ ногайцы стали известны лишь в XV веке. Он-сон и Тайбуга были местного происхождения — к такому выводу пришло большинство историков. Если проследить генеалогию Он-сона, то родоначальник сибирских правителей Кызыл-тин был также одного этнического происхождения с Он-соном.
В. В. Вельяминов-Зернов считал, что род Тайбуги происходил из местных князей, из влиятельного княжеского рода. Но он относит хана Он-сона к шейбанидам, то есть потомкам сына Джучи Шейбана, без какого-либо подтверждения документами, с чем совершенно невозможно согласиться.
В докладе, посвящённом 300-летию завоевания Сибири русскими, прочитанном 12 декабря 1882 года на литературном утреннике в г. Тобольске, историк И.Введенский, ссылаясь на сообщения сибирских летописей, первым татарским государством Западной Сибири называет ханство на реке Ишиме, первым известным татарским ханом указывает Кызыл-тина.
В генеалогии сибирских ханов «Тайбуга» — личное имя. Слова «тайбуга», «Тайбугин юрт» в русских источниках XVI века приведены в другом значении. Отдельные историки пишут, что «тайбуга» в Ногайской Орде означало привилегированное сословие, четвёртое по значению после хана, бека и мурзы. Грамота царя Фёдора Иоанновича помогает нам понять значение должности «тайбуга» в Ногайской Орде. После падения своего государства, Кучум с частью своих подданных ушел в южные степи Приишимья. Некоторая часть его подданных со Среднего Иртыша откочевала к ногаям. Туда бежали и улусные предводители Сибирского ханства. Из беженцев — сибирских татар образовался особый удел и была учреждена для него должность наместника — тайбуга. Первым тайбугой стал зять Кучума Ураз Мухаммед. О «Тайбугине юрте» пишет около 1597 года царь Фёдор Иоаннович в своей грамоте Кучуму: «А которые ногайские улусы Тайбугин юрт, которые откочевали с тобою, от тебя отстали — на которых людей на тебя была большая надежа». «Ногайские улусы Тайбугин юрт» в этой грамоте означают не что иное, как ногайские улусы, заселенные беженцами — сибирскими татарами.
Исторические документы, исследования учёных подтверждают тот факт, что государственность татар в Западной Сибири была основана самими татарами, а не золотоордынцами. Как пытались утверждать некоторые исследователи, «возникновение государства у любого народа есть результат достигнутого этим народом уровня социально-экономического развития, — пишет историк Сибири З. Я. Бояршинова. Государственность у западносибирских татар явилась итогом их внутреннего развития, окончательного разложения первобытнообщинного строя, начавшимися процессами феодализации».
Тюменское ханство, безусловно, находилось в определённой зависимости от Золотой Орды, но ввиду отдалённости оно не потеряло самостоятельности.
Сибирские летописи и другие известные источники не могут полностью восполнить список сибирских татарских ханов. По сообщениям летописей, генеалогия ханов рода Тайбуги представляется в следующем виде: после Тайбуги ханом был его сын Ходжа, сменил его сын Мар, за ним Адер, Ебалак, Мухаммед, Ангиш, Казый (Касим), Едигер, Бекбулат, Сейд Ахмед. Ремезовская летопись упоминает ещё некоего Сенбахту, сына Мухаммеда, и ещё одного по имени Саускан, но время и последовательность их правления не указаны.
В период от Тайбуги до Умара (Мара) список, по-видимому, неполный, на что обратил внимание Г. Ф. Миллер.
Г. Ф. Миллер предвидел одно возможное возражение против исчисленного им в своём труде времени правления Тайбуги, так как известных потомков его недостаточно, чтобы заполнить период от Чингиза до русского завоевания Сибири. «Но на это можно с полной вероятностью заметить, что, либо потомки Тайбуги, — пишет Г. Ф. Миллер, — ведя довольную и умеренную жизнь, достигали более преклонного возраста, чем обыкновенно, или же что часть имён его потомков по забвению не указывается в предании».
Тюменское ханство находилось в орбите хозяйственных, духовных и этнических связей с Золотой Ордой. В этот период были заложены основы образования обеих групп татарской нации — поволжско-приуральской и западносибирской. Существовали оживленные хозяйственные, торговые и духовные связи с различными улусами Золотой Орды.
В конце XIV — начале XV веков изгнанный из Золотой Орды Тохтамыш в борьбе против своих врагов стал искать опору у сибирской татарской знати. На короткий срок правление оказалось в его руках. После гибели Тохтамыша в 1406 году правителем был ставленник Едигея Чегре. Не совсем ясно, правили ли Тохтамыш и Чегре Тюменским ханством или лишь его отдельными улусами, признавшими их власть.